# François-Séraphin Régnier-Desmarais
Pour les articles homonymes, voir Régnier et Desmarais.
François-Séraphin Régnier-Desmarais, né à Paris le 13 août 1632 et mort le 6 septembre 1713, est un homme d'Église, diplomate, poète, traducteur et grammairien français.

## Biographie

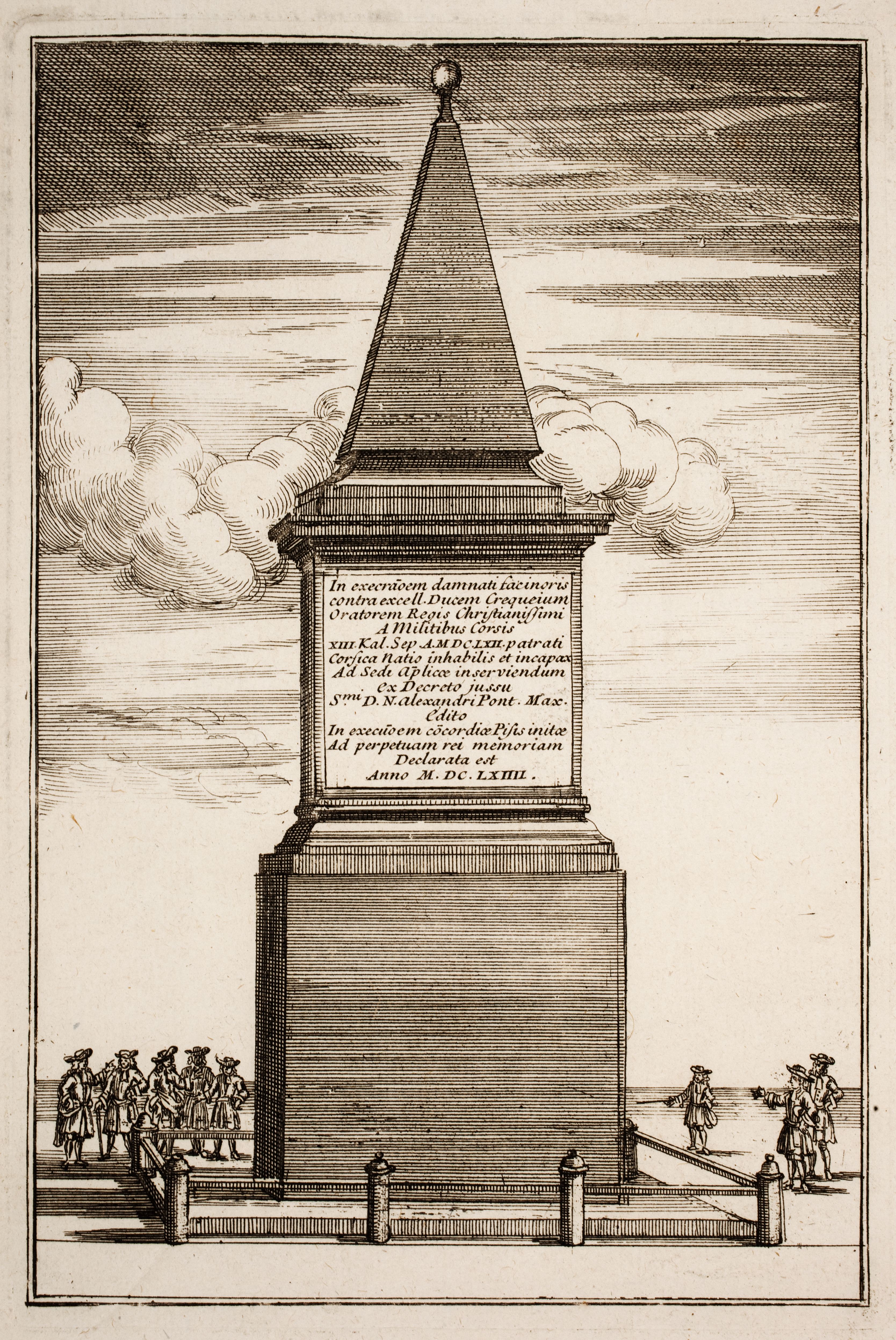
Illustration tirée du livre de Regnier Desmarais: Histoire des démeslez de la Cour de France avec la Cour de Rome, au sujet de l'affaire des Corses (1662-1664). Monument à Rome commémorant l'affaire de la garde corse en 1662, 1664-1668.

En 1662, il accompagne le duc de Créquy, ambassadeur de Louis XIV, à Rome, où il est chargé d'étudier les relations entre les deux cours sur la question de la Corse. À ce propos, il publie plus tard en 1707 une Histoire des démêlés de la cour de France avec la cour de Rome, au sujet de l'affaire des Corses.
En 1670, il est élu membre de l'Académie française, dont il devient le secrétaire perpétuel en 1683. Il participe à la rédaction et à l'édition du Dictionnaire de l'Académie et fait paraître indépendamment en 1705 un Traité de la grammaire françoise, lequel tente de présenter une synthèse des connaissances grammaticales du XVIIe siècle, mais n'innove guère par rapport aux grammaires qui l'ont précédé.
Régnier-Desmarais a laissé par ailleurs des poèmes en français, en espagnol et en latin. Outre plusieurs ouvrages d'Anacréon, Homère et Cicéron, il a traduit en français le Exercicio de perfección y virtudes christianas (Pratique de la perfection chrestienne) du jésuite Alphonse Rodriguez (1538-1616).
Voltaire a dit de lui : « Il a rendu de grands services à la langue, et est auteur de quelques poésies françaises et italiennes. Il fit passer une de ses pièces italiennes pour être de Pétrarque. Il n’eût pas fait passer ses vers français sous le nom d’un grand poète ».
Poème attribué à Régnier-Desmarais :
« À ses goûts se laisser guider,

Et pour ses goûts tout hasarder,

C'est emportement, c'est ivresse :

Avec ses goûts s'accommoder,

Et quand il faut, leur commander,

C'est habileté, c'est sagesse :

Contre ses goûts toujours plaider,

Sans jamais rien leur accorder,

C'est simplicité, c'est faiblesse :

Avec ses goûts être d'accord,

Et ne pouvoir les satisfaire,

C'est un étrange et triste sort ;

N'en avoir plus, c'est misère,

Il vaudrait autant être mort. »